# XXII Zjazd KPZR

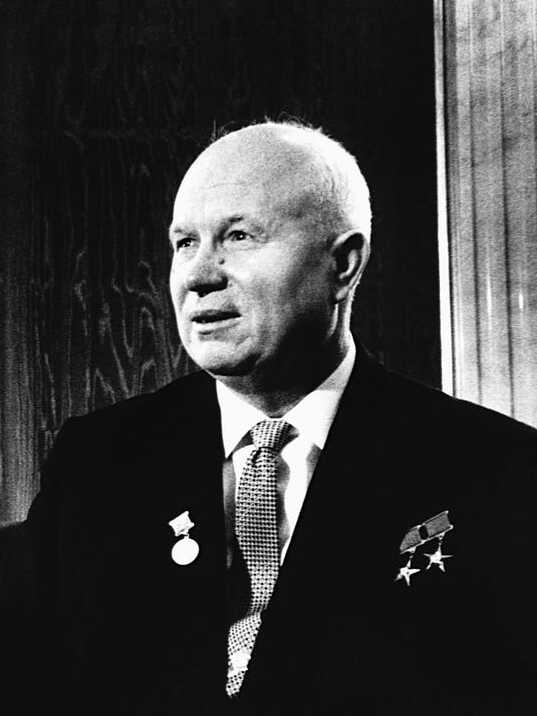
Nikita Chruszczow: zbudujemy komunizm do 1980 roku.

XXII Zjazd Komunistycznej Partii Związku Radzieckiego obradował od 17 do 31 października 1961 r. w Państwowym pałacu kremlowskim w Moskwie. Zjazd zaaprobował linię polityczną KC KPZR sformułowaną w referacie sprawozdawczym Komitetu Centralnego, wygłoszonym przez Nikitę Chruszczowa, uchwalił jednomyślnie nowy program KPZR oraz nowy statut Partii. Zjazd  podjął  uchwałę  w  sprawie  Mauzoleum Lenina i uznał za niepożądane dalsze zachowanie w Mauzoleum sarkofagu z trumną Józefa Stalina. Zjazd podjął tę decyzję dlatego, że Stalin poważnie pogwałcił zasady leninowskie i nadużywał władzy, ponieważ odbywały się masowe represje przeciwko uczciwym ludziom radzieckim, a także występowały niektóre inne ujemne posunięcia. Na XXII zjeździe KPZR Nikita Chruszczow zadeklarował, że do 1980 r. zbudowany będzie komunizm.
Zjazd odegrał doniosłą rolę w utworzeniu nowej dyscypliny naukowego komunizmu oraz wprowadzeniu przedmiotu „marksizm-leninizm” (pod nazwą „Wiedza o społeczeństwie”) do wszystkich szkół średnich na całym terenie ZSRR. Na zjeździe został przyjęty Kodeks moralny budowniczego komunizmu.